# Vesna

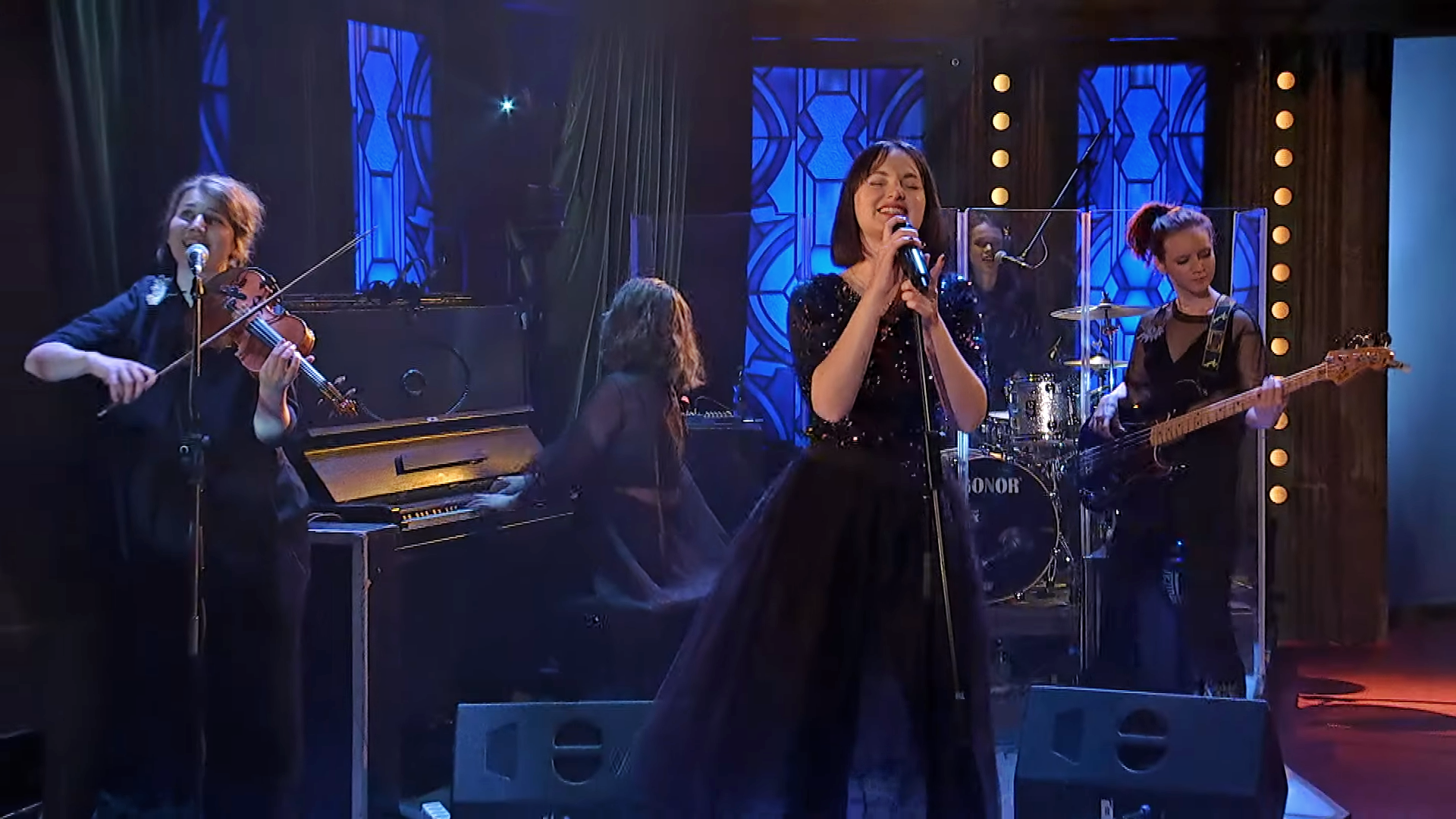
Vesna 2021.

Vesna är en tjeckisk musikgrupp bildad 2016 i Prag. Bandet består av Patricie Fuxová (sång, låtskrivande), Bára Šůstková (sång, fiol), Olesya Ochepovská (keyboard), Markéta Vedralová (trummor), Tereza Čepková (bas) och Tanita Yanková (sång). Gruppens namn Vesna kommer från den slaviska vårens gudinna.
Vesna släppte sin debutsingel "Morana" 2017 i samarbete med Tjeckiens nationella symfoniorkester. År 2018 släpptes debutalbumet "Pátá bohyně".
Vesna representerade Tjeckien i Eurovision Song Contest 2023 med låten "My Sister's Crown".